# Мельниченко Сергій Васильович
Мельниченко Сергій Васильович — старшина Збройних сил України, 95-а окрема аеромобільна бригада.

## Нагороди
8 вересня 2014 року — за особисту мужність і героїзм, виявлені у захисті державного суверенітету та територіальної цілісності України, вірність військовій присязі під час російсько-української війни, відзначений — нагороджений орденом «За мужність» III ступеня.